# Дельта-змій

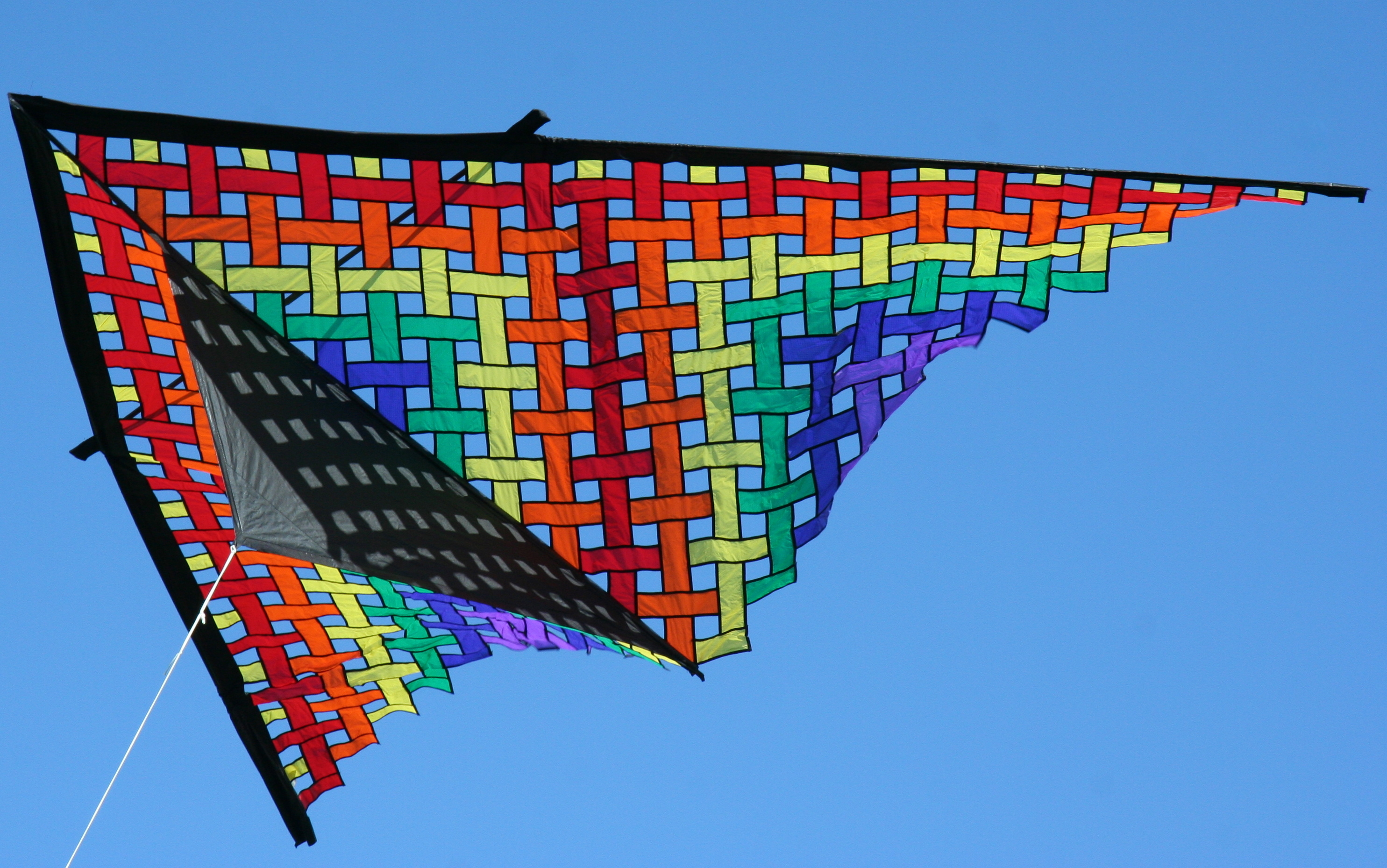
Дельта-змій

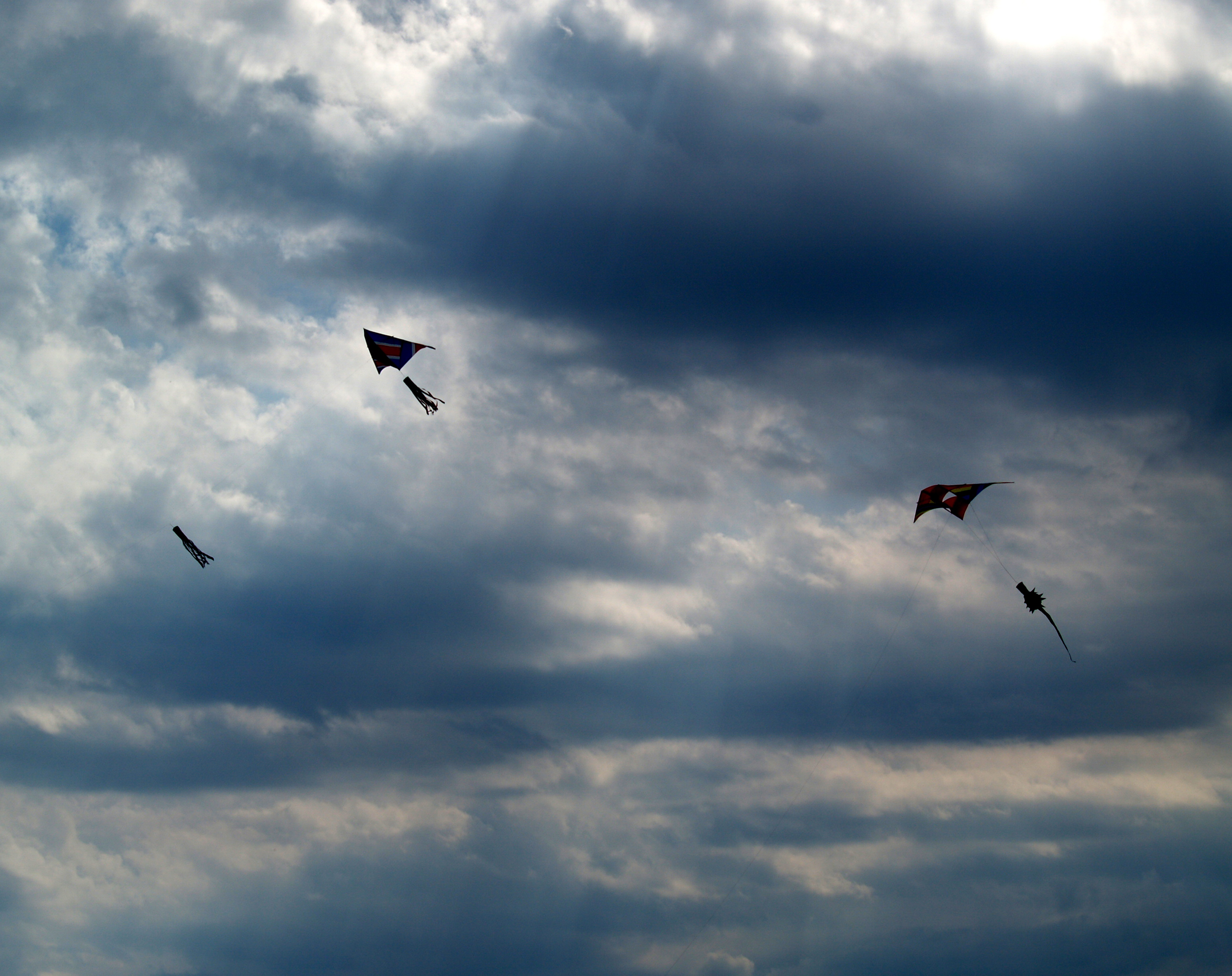
Дельта-змії у польоті

Дельта-змій — різновид каркасних повітряних зміїв з дельтоподібним (іноді трикутним) крилом.

## Конструкція

### Загальна конструкція
Змій має конструкцію, наближену до дельтаплана. Каркас складається з чотирьох (в окремих випадках — п'яти) ребер — центрального поздовжнього, яке утримує центральні передню і задню точки крила, поперечного (або поперечних для п'яти ребер), яке утримує бокові ребра, і власне бокових ребер, які утримують передні кромки крила. Бокові ребра звичайно не приєднуються до переднього краю центрального поздовжнього ребра, що робить конструкцію змія напівжорсткою.

### Передній кут
Передній кут утворюється передніми боковими лініями крил, від нього значною мірою залежить підйомна сила та стабільність польоту змія.
Передній кут дельта-зміїв звичайно знаходиться в діапазоні 90-120° і рідко буває більшим або меншим.
Змії з більшим переднім кутом складніші в управлінні та потребують акуратного налаштування вуздечки або використання спеціальних конструктивних елементів стабілізації польоту, але характеризуються відносно більшою підйомною силою і використовуються при відносно слабкому вітрі. Змії з меншим переднім кутом є більш стабільними у польоті і звичайно використовуються у відносно широкому діапазоні сили вітру з перевагою сильного.

### Кіль
Кіль є місцем кріплення вуздечки і виконує роль стабілізатора. Для великих зміїв, що можуть використовуватись при мінливому вітрі, кіль виготовляють мішковидної форми з відкритою передньою стороною. При сильному вітрі такий кіль працює як звичайний, оскільки натяжіння леєра утримує киль закритим. При зменшенні сили вітру натяжіння леєра зменшується і кіль роздувається, що утримує змія від передчасного вильоту у зеніт та подальшого завалювання.

### Каркас
Каркас змія має бути пружним, а його жорсткість повинна відповідати силі вітру. Достатньо пружний каркас стабілізує політ змія при поривах або зміні сили вітру.
Ребра каркаса виготовляють з дерев'яних рейок, вуглепластикових або алюмінієвих трубок тощо. При використанні дерева перевагу віддають легким і відносно пружним породам, таким як бамбук, сосна тощо.
При виготовленні ребер з квадратних соснових рейок товщину рейок обирають в діапазоні приблизно 1/120-1/250 від довжини залежно від сили вітру та якості деревини.

### Крило
При виготовленні крила з тканини нитки (основна або утік) орієнтують вздовж центрального поздовжнього ребра. Це дозволяє мінімізувати деформацію крила через нерівномірність розтягування тканини вздовж та навскісь ниток тканини.
Крило, надмірно натягнуте поперечним ребром, є однією з причин недостатньої стабільності польоту змія.

## Умови використання
Змій характеризується високою стабільністю польоту без хвоста і прийнятною підйомною силою. Призначений для використання в умовах відносно сильного вітру. Завдяки високій стабільності може використовуватись для підйому фотоапаратури та аерофотографування.